# 주고쿠 신문

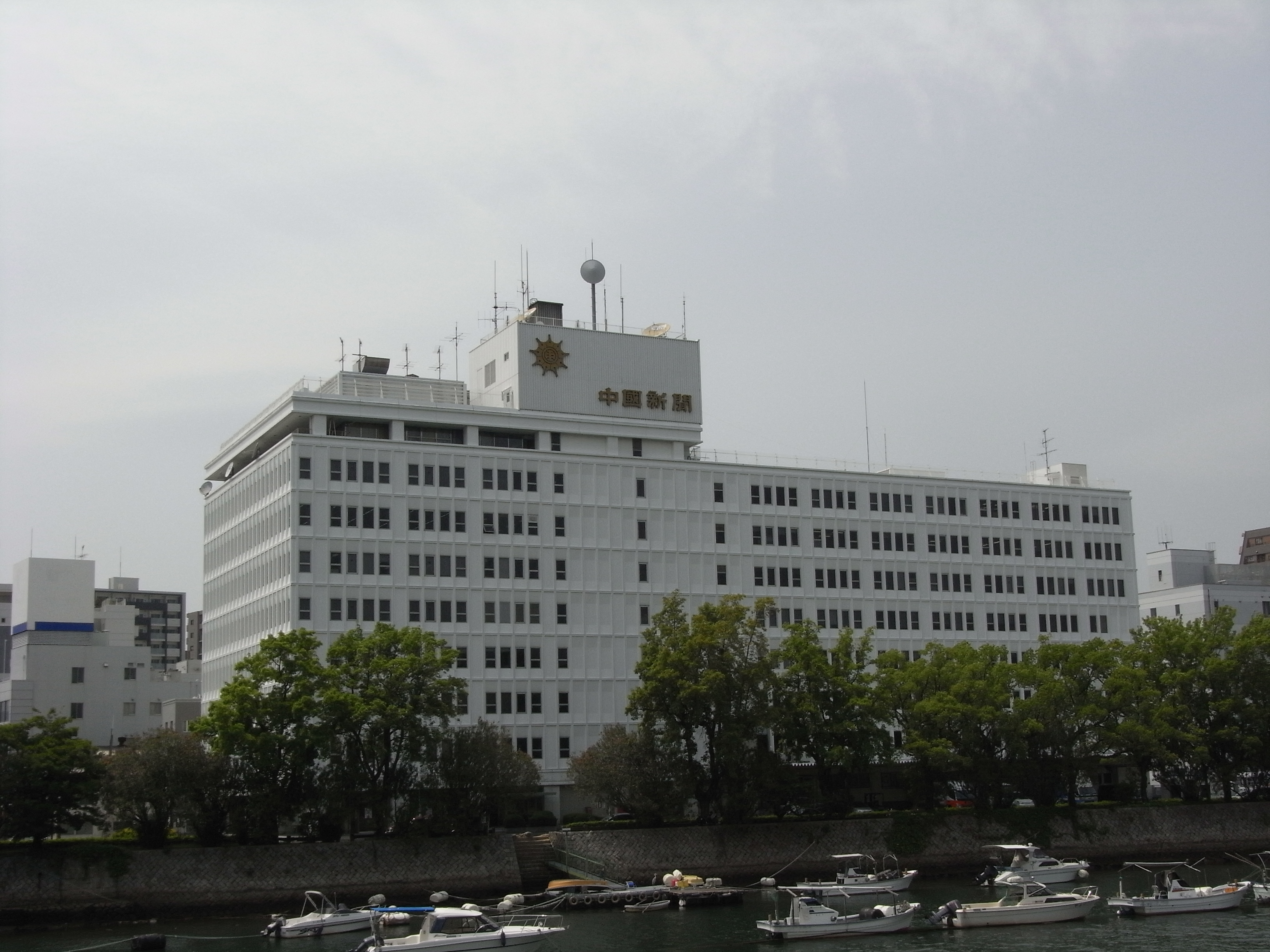

주고쿠 신문(일본어: 中国新聞)은 일본 히로시마시의 주고쿠 신문사가 발행하는 신문이다. 1892년에 일간 주고쿠 라는 이름으로 설립되었다.
주로 히로시마현, 야마구치현, 시마네현, 오카야마현에서 조간 및 석간으로 발행, 판매되고 있다. 원폭에 관한 보도는 정평이나 있고, 평화에 관한 보도에도 높은 평가를 얻고 있다. 폭력단 추방 캠페인으로도 널리 알려진 신문이기도 하다.
바다와 산은 주고쿠 지방의 양면으로 주고쿠 신문의 전통 테마이다. 2017년의 주요 프로젝트인 세토내해의 해양 회복 현상에 대해 다루었다. 신문에서는 부영양에서 올리고 영양으로 바뀐 세토내해의 현재 상태를 보여주었다. 게다가 신문은 부유한 바다를 되찾으려는 사람들의 투쟁에 대해 설명하기도 하였다.
2018년 7월에 발생한 서일본 호우는 중국 지역에 막대한 피해를 가져왔다. 중점 기획 「생명을 지키는 ~ 검증 서일본 호우 '에서는 복합 재해의 발생 메커니즘과 구원자가 본 현장 부흥에 일어서 단지 등 재해를 다각적으로 보도 조기 피난 방재 전승 교육의 중요성을 부각했다. 2014년 히로시마현 산사태등 수십 년에 한번 있는 재해에 대한 보도를 통해 사람들의 생명을 지키는 노력을 계속하고있다.